# 민송학원
학교법인 민송학원(學校法人 民松學園)은 대한민국의 학교법인이며, KD운송그룹의 계열법인이기도 하다.

## 계열 학교
전문대학
- 대원대학교 (충청북도 제천시)

고등학교
- 성희여자고등학교 (경상북도 안동시)

## 역사

### 연표
- 1984년 5월 7일 : 학교법인 민송학원 설립. 법인 소재지는 경상북도 안동시.
- 1984년 11월 27일 : 성희여자고등학교 설립인가.
- 1985년 3월 3일 : 성희여자고등학교 개교.
- 1995년 3월 6일 : 대원과학대학 개교.
- 1995년 3월 17일 : 법인 소재지를 경상북도 안동시에서 충청북도 제천시로 변경.
- 1998년 5월 1일 : 대원과학대학을 대원공과대학으로 명칭 변경.
- 1999년 10월 18일 : 대원공과대학을 대원과학대학으로 명칭 변경.
- 2009년 1월 1일 : 대원과학대학을 대원대학으로 명칭 변경.

### 역대 이사장
1. 권영우 (1984년~1987년)
2. 김형순 (1987년~1994년)
3. 김형순 (1994년~1999년)
4. 권영우 (1999년~2004년)
5. 권영우 (2004년~2006년)
6. 김형순 (2006년~현재)

## 같이 보기
- 학교법인 대원교육재단
- KD운송그룹
- 경기고속
- 대원고속
- 의림지